# さくらもも
さくら もも（Sakura Momo、2000年4月1日 - ）は、日本のアイドル、ショーダンサー、グラビアアイドル、タレント。

## 略歴
3歳の頃からダンスを習っていて、ディズニーダンサーを夢見ていたが、やがて、身長が伸びない現実を知り、その夢を諦めることに。しかし、映画『バーレスク』をきっかけに、東京のショー・クラブ「バーレスク東京」を知り、ずっと憧れていた。
ダンスの勉強をするため体育大学を受験して合格したにもかかわらず、父親が厳しくて入学させてもらえなかった。ひとまず、上京資金を貯めるために地元の宅配会社に入社し、一度はステージを見ておこうと「バーレスク東京」に行った際に、スカウトを受けて入店。2019年11月に憧れのステージに立った。
SNSの 総フォロワー数は150万人を超えており、「バーレスク東京」のショーダンサーだけではなく、映画、ネット配信、グラビアモデルなど、幅広い活動をしたいと考えている。
2022年12月、＂2022年一番輝いていたダンサー＂をファンが投票で決める「Queen of BURLESQUE」でグランプリ（1,542票）に輝いた。2023年3月には、MBSラジオ「オレたちゴチャ・まぜっ！〜集まれヤンヤン〜」の企画で行われたRadiotalk 総選挙で第1位となり、特番出演を勝ち取った。
2023年4月、自身初となるアパレルブランドとのコラボ『kitson me×もも』で、バケットハット、トレーナー等を発売した。
2023年12月、「Queen of BURLESQUE 2023」は、トップ10のメンバーが前年と大幅に入れ替わる激戦となったが、ファンと共に頑張り抜いてこれを制し、再びグランプリ（2,062票）に輝いた。
2024年5月、所属の「バーレスク東京」が、屋号を新名称「ROKUSAN ANGEL」（口クサンエンジェル）に変更した。
2024年5月25日、出版物として初のソロ写真集となる「すべてがMになる」が発売された。
2024年11月、「バーレスク総選挙2024」の開催が発表されたが、2年連続のグランプリ受賞により殿堂入りし、対象外となったことを自身のSNSで発表した。
2025年4月1日、約5年間在籍した63angel(旧バーレスク東京)を卒業し、「さくらもも」と改名して、アソビシステム所属のアイドルグループ Toi Toi Toi(トイトイトイ)に加入した。同年4月4日に東京・EX THEATER ROPPONGIで開催されたライブイベント「ッスッゴイライブ」でデビューライブを行った。

## 人物
デビュー当時は、父親からは反対されていたため内緒で上京していた。TV番組に出演したことで発覚してしまったが理解を得ることが出来、現在では応援してくれている。
バーレスク東京に入店した当時は、田舎から出てきたことなどによるコンプレックスもあり、自分の殻に閉じこもり、周囲に馴染めずにいた。しかし、先輩のSioriから仲間の大切さをアドバイスされ、周囲に心を開き、コミュニケーションがとれるようになった。
InstagramやTikTokへの投稿でも一躍人気となると同時に、外見について誹謗中傷を受けたが、ファンからの励ましで切り替えることができた。
直接アンチコメントをぶつけられて心を痛めたこともあったが、頑張っている同僚ダンサーや、自分に憧れてオーディションを受けに来る女性達の姿に、自分も誰かが落ち込んでいる時に希望を与えられる存在になりたいと思うようになった。
可愛らしい見た目とは真逆に、周囲が認めるほどストイックで負けず嫌い。「バーレスクで唯一無二になる」という目標に向かって日々の努力を重ねている。
バーレスク東京には、高度な振りを披露するAチームとアイドル系の楽曲を披露するBチームがあり、ももはBチームで活動することが多かった。彼女のキャラクターに合っているからだと思われるが、近年はAチームのセンターを務めることもあるなど、そのダンスの実力は認められていた。また、バーレスク東京のダンサーから選抜されたアイドルユニット「キュンキュンクリーム」のメンバーでもあった。
運転好きな母親の影響で、乗用車のマニュアル免許を取得している。
趣味は温泉巡り、特技はラテンダンス。
初の海外渡航は、写真集「すべてがⅯになる」の撮影で訪れたタイであった。

## 出演

### テレビ
- ザ・ノンフィクション（2020年3月29日、2021年5月23日、フジテレビ系列）[33][34]

- 新春ドラマスペシャル「緊急取調室」特別招集2022（2022年1月3日、テレビ朝日系列）[35]

- クズで輝け!次世代星屑オーディション（2023年2月12日、毎日放送）[36]

- クズで輝け!次世代星屑オーディション【ド深夜完全版】（2023年3月5日、毎日放送）

- SHOW激！今夜もドル箱（2023年6月27日25時・10月10日25時、テレビ東京系列）[37]

- それゆけ!!63エンジェル!!（2024年7月4日 - 、TOKYO MXテレビ）[38][39]

- 全力坂（2024年8月21日 25時50分、テレビ朝日）[40]

### インターネットTV・ライブストリーミング放送
- 永野の格ゲー道場（2020年11月20日、MildomTV）
- 【エムナイ】Music 水曜TheNIGHT #35（2021年4月22日、ABEMA TV）[41]
- バーレスク東京から誕生したアイドル登場!矢口真里の火曜The NIGHT#237（2021年6月16日、ABEMA）※Kyun Kyun Creamのメンバーとして出演
- 今夜は脱衣！水着にもなれるアイドル!矢口真里の火曜The NIGHT#279（2022年5月25日、ABEMA TV）※リモート出演
- ニューヨーク恋愛市場 #23・#42（2022年3月30日・9月6日、ABEMA）[42]
- SUNDAY BOATRACE -オトナ達のミッドナイトクルーズ-（2022年10月2日、ABEMA）
- ヒロミ・指原の“恋のお世話始めました”（2022年10月6日、ABEMA TV）[43]
- 波乗り全速！ブレインターン!!!!!!（2023年5月27日、ABEMA）
- みんなのKEIBA＜こっそり裏実況＞安田記念（東京・GI）（2023年6月4日、Youtube、フジテレビ みんなのKEIBAch）[44]
- みんなのKEIBA＜こっそり裏実況＞阪神ジュベナイルフィリーズ（阪神・GI）（2023年12月10日、Youtube、フジテレビ みんなのKEIBAch）[45]

### ラジオ
- オレたちゴチャ・まぜっ!～集まれヤンヤン～（MBSラジオ、2022年4月23日 - 2023年4月15日）※第14期ヤンヤンガールズとしてレギュラー出演
- ゴチャまぜっSP（MBSラジオ、2023年3月23日）※Radiotalk 総選挙 ご褒美特番

### WEB配信・動画（一部）
- 【Momo ver.】Kyun Kyun Cream（キュンキュンクリーム）／上海ロマンス（Music Video）（2021年8月9日、バーレスク東京チャンネル）[46]
- 【動画】バレンタインの告白　バーレスク東京もも＆吉田莉桜の場合～週プレ妄想劇場～（2022年2月14日、週プレChannel）[47]
- 【MV】推しに願いを / コレコレ×戦慄かなの【アイドル歌い手が浮気や炎上した時のテーマソング】（2022年3月13日、コレコレチャンネル KoreTube）※ゲスト出演[48]
- 【#バーレスク東京もも】デジタル写真集『ヒミツの居場所』発売記念PV〜MOMO’s Gravure Teaser〜（2022年4月24日、週プレChannel）[49]
- 【1min.自己紹介チャレンジ！】#もも（バーレスク東京）編（2022年8月6日、Youtube「週プレChannel」）[50]
- 【4Kムービーグラビア】「もも(バーレスク東京)」×「こういうのがいい」コラボグラビア中毒性100%、ゆるくて気楽でセクシーな撮影を最高画質で没入密着！【メイキング】（2022年12月18日、ヤンジャンTV）[51]
- 【2023/2/27発売！週プレNo.11 付録DVDチラ見せ♪】『グラジャパ！』なら電子版でもDVDが視聴できる♪ #バーレスク東京 もも Burlesque Tokyo MOMO（2023年2月27日、週プレChannel）[52]
- 【#バーレスク東京 もも 】バーレスクの女王から、恩返しのグラビア♪　$BurlesqueTokyo MOMO（2023年3月14日、週プレChannel）[53]

### ライブ・イベント
- ecxia3周年イベント×第4回インフルエンサー万博（2023年7月22日、東京ビッグサイト 南展示場2）
- ヘラヘラ三銃士 LIVE TOUR 2023 ～HANGOVER 史上最強の女たち～（2023年8月30日、幕張イベントホール）[54]※ダンサー
- BEPPU ONSEN SWOWER FES.2023（2023年9月9日、的ヶ浜公園・別府スパビーチ）[55]※ダンサー等
- 東京ゲームショウ2023（2023年9月23日、幕張メッセ）※ディッジ（08-N05）ブースで案内役

#### キュンキュンクリームのメンバーとして出演
- IDOL魂〜2021Autumn〜（2021年9月23日、室町三井ホール）[56]
- アニレヴ2021 in チームスマイル 豊洲PIT【DAY2】（2021年11月23日、チームスマイル 豊洲PIT）
- LEADING（2023年6月11日、豊洲PIT）[57]

### 雑誌
- 週刊プレイボーイ45号（2020年10月25日発売、集英社）※グラビア『54人のハロウィンコスプレ祭』※初グラビア
- 週間FLASH 2021年4/27号（2021年04月13日発売、光文社) ※袋とじ
- 週刊プレイボーイ50号（2021年11月29日発売、集英社）※グラビア『スペシャルな彼女』※初のソログラビア
- 週刊プレイボーイ9号（2022年2月14日発売、集英社）※バレンタイン特別企画
- 週刊ヤングマガジン14号（2022年3月7日発売、講談社）[58]※裏表紙
- サイゾー 2022年4・5月号（2022年4月18日発売、サイゾー)
- 週刊プレイボーイ19号（2022年4月25日発売、集英社）※グラビア『ヒミツの居場所』
- 週刊FLASH（2022年5月31日発売、光文社）※グラビア
- 漫画パチスロ桃色パニック7（2022年7月21日発売、ガイドワークス）※表紙、グラビア
- SPA!(スパ!) 8/16・23 合併号(2022年8月9日発売、扶桑社)
- 週間ヤングジャンプ3号（2022年12月12日、集英社）[59]
- 金のEX DVD vol.10 (2022年10月18日発売、大洋図書) ※表紙、メイキングDVD
- 旬撮ガールvol.13 別冊SPA! (2022年12月13日発売、扶桑社)
- 週刊ポスト 2023年2/3号 (2023年01月23日発売、小学館)[60]
- 週刊プレイボーイ11号（2023年2月27日発売、集英社）[61]※グラビア『QUEEN OF BURLESQUE』、付録DVD
- 週間実話（2023年3月9日発売、日本ジャーナル出版）※インタビュー『美女ざんまい』
- ダンススクエア vol.55（2023年3月27日発売、マガジンハウス/日之出出版）
- 別冊ヤングチャンピオン 2023年5月号 (2023年4月5日発売、秋田書店)
- ヤングチャンピオン11号 (2023年5月26日発売、秋田書店)※付録DVD
- 別冊パチスロパニック7 2023年9月号（2023年7月26日発売、株式会社ガイドワークス）※表紙、グラビア
- グラビアザテレビジョン vol.67（2023年7月31日発売、KADOKAWA）※グラビア
- 週刊ポスト 2024年 3月1日号（2024年2月19日発売、小学館）[62]※グラビア
- 週刊プレイボーイ No.15 2024年4/8号（2024年3月25日発売、集英社）[63]※グラビアインタビュー
- 金のEX DVD vol.19（2024年4月17日発売、大洋図書）[64]※COVER GIRL
- 週刊大衆 2024年5月27日号（2024年5月13日発売、双葉社）[65]※インタビュー記事
- 週刊プレイボーイ No.24（2024年5月27日発売、集英社）[66]※カラーページ
- 週刊FLASH 2024年6月11日号（1734号）（2024年5月28日発売、光文社）[67]※グラビア、インタビュー記事
- ヤングアニマル 2024年 7/12号（13号）（2024年6月28日発売、白泉社）※巻末グラビア
- 電子雑誌「ハレム」vol.67（2024年6月29日配信開始、白泉社）[68]※表紙＆32ページグラビア「無邪気な猫のように」（撮影：中山雅文）
- 漫画パチスロ桃色パニック7（2024年8月5日発売、ガイドワークス）[69]※表紙、グラビア
- 週刊SPA! 2024年 09/17・24 合併号（2024年9月10日発売、扶桑社）[70]※「グラビアン魂」グラビア
- ヤングチャンピオン烈 2024年 No.10（2024年9月17日発売、秋田書店）[71]※グラビア
- 別冊パチスロパニック7 2025年1月号（2024年11月26日発売、ガイドワークス）※センターカラーグラビア

### Web記事
- 「ザ・ノンフィクション」出演、人気急上昇の「バーレスク東京」Momoに迫る 父に内緒で上京、熱狂的支持の秘密＜インタビュー前編＞(2021年8月1日、モデルプレス）[72]

- 「ザ・ノンフィクション」出演の「バーレスク東京」Momo、SNSでの誹謗中傷への思い 立ち直ったきっかけは「てんちむさん」＜インタビュー後編＞(2021年8月8日、モデルプレス）[73]

- バーレスク東京・もも、誰にも負けない“武器”は「大人っぽさでは負けてしまうので、かわいらしさで勝負！(笑)」＜Fresh！撮影会＞(2021年9月15日、WEB ザテレビジョン）[74]

- “らしくない” のがMomoの個性、夢の場所バーレスク東京で輝くために(2022年1月12日、1-one Documentary）[2]

- バーレスク東京のエース・もも「ホメられて、調子に乗って伸びるタイプです」(2022年4月25日、週プレNEWS）[25]

- バーレスク東京・もも、初DVDに照れ　映像ならではの苦労明かす「はみ出たりしないように…」(2022年5月28日、モデルプレス）[75]

- バーレスク東京ダンサーもも、慣れない映像作品に「恥ずかしさが勝っちゃった」出来栄えは90点(2022年5月28日、日刊スポーツWeb）[76]

- 総フォロワー数８０万人越えショーダンサー・ももが見せる庶民派な一面「サイゼリヤは憧れのお店だったんです」(2022年08月08日、週プレNEWS）[77]

- ショークラブ「バーレスク東京」のエースダンサー・もも「とにかく今はバーレスク東京ひと筋なんです（笑）」(2022年11月29日、週プレNEWS）[26]

- バーレスク東京のエース・ももがグラビア登場！「成長を期待してもらえるって幸せなことですよね」(2022年11月29日、週プレNEWS）[78]

- 『バーレスク東京』ダンサー／ももインタビュー～手ブラ写真集のテーマは「令和のリアル竜宮城の舞姫たち」(2023年3月23日、週刊実話Web）[79]

- もも、バーレスク所属直後は“怖かった”「始発までジョナサンに逃げてました」(2023年10月17日、WEBザテレビジョン）[80]

- バーレスク東京のエースダンサー・ももが語る初水着の記憶「自分は脱げば脱ぐほど輝けると思っているんです」【初グラビア物語】(2024年01月14日、週プレNEWS）[81]

- バーレスク東京のエースダンサー・ももが語るグラビアへの想い「グラビアをやるためにバーレスクを辞めようと悩んでいたんです」【初グラビア物語】(2024年01月21日、週プレNEWS）[82]

- ファン投票2年連続1位！「バーレスク東京」の圧倒的エース・ももが週プレのグラビアに登場！(2024年03月25日、週プレNEWS）[31]

## 作品

### DVD
- はじめての、ももいろ（2022年5月24日発売、コペル）
- ももの飼育日記（2024年3月26日発売、コペル）

### 写真集（電子書籍、ペーパーバック）
- 月刊バーレスク東京 #1 もも (TWJ BOOKS)（2021年6月15日、トランスワールドジャパン株式会社）
- バーレスクMomoが水着で料理　ヤンマガデジタル写真集（2021年8月15日、講談社）
- 【デジタル限定】写真集「スペシャルな彼女」（2021年11月29日、集英社）
- 【デジタル限定】写真集「ヒミツの居場所」（2022年4月25日、集英社）
- PIN-UP GIRLS SELECTION（2022年5月15日発売、VILLAGE VANGUARD STORES）※共同モデル
- 【デジタル限定 YJ PHOTO BOOK】写真集「pop'n sexy pure girl」（2022年6月2日、集英社）
- NEXT推しガール! バーレスク Momo ヤンマガデジタル写真集（2022年7月22日、講談社）
- 【デジタル限定 YJ PHOTO BOOK】「はじめての、ももいろ」（2022年7月28日、集英社）
- so cute【エモカワ DIGITAL PHOTOBOOK 002】（2022年8月26日、主婦の友インフォス）[83]
- 【デジタル限定 YJ PHOTO BOOK】写真集「『こういうのがいい』コラボグラビア」（2022年12月15日、集英社）

- バーレスク東京2023 写真集 リアル竜宮城の舞姫たち（2023年2月20日発売、主婦の友社）[84][85][86]※共同モデル

- もも Peach Time 週刊ポストデジタル写真集（2023年1月27日、小学館）

- 【デジタル限定】写真集「QUEEN OF BURLESQUE」 週プレPHOTO BOOK（2023年2月27日、集英社）
- 「もも、夜に攻める！」【ヤングチャンピオンデジグラ】（2023年6月1日、秋田書店）
- バーレスク東京2023 写真集 リアル竜宮城の舞姫たち（2023年6月2日発売、主婦の友社）※共同モデル
- 【デジタル限定】写真集「ピーチ・ブロッサム」 Gテレデジタル!（2023年7月30日発売、KADOKAWA）
- 【デジタル限定】もも＆神山みれい写真集（バーレスク東京） Gテレデジタル！（2023年9月30日発売、KADOKAWA）
- 【デジタル限定】「ひとりでできるもんっ！」週プレPHOTO BOOK（2024年3月25日、集英社）[87]
- 「すべてがMになる」（2024年5月25日、トランスワールドジャパン）※出版物として初のソロ写真集
- 【デジタル限定】もも写真集「もしもショーガールの超絶人気美女とこっそりお泊まりデートできたら究極の優越感にひたれる件。もも編」週プレPHOTO BOOK（2024年5月27日、集英社）[88]
- [ハレム]もも from 63ANGEL（旧バーレスク東京）「無邪気な猫のように」（2024年6月29日、白泉社）
- もも「24 hours」【ヤングチャンピオンデジグラ】（2024年11月1日、秋田書店）
- One and Only（2024年11月26日発売、ガイドワークス）※デジタル写真集
- もも（63ANGEL）「Freshness Peach」SPA!グラビアン魂デジタル写真集 (SPA!BOOKS)（2025年2月7日発売、扶桑社）

### ネットグラビア
- ヤンマガWeb（2021年4月27日・5月8日、2022年3月9日）
- 週プレ プラス!（2021年11月29日、2022年4月25日、2023年2月27日）

### ディスコグラフィー

#### キュンキュンクリーム
- ラプソディア（2021年4月1日リリース、デジタルコンテンツ）
- 上海ロマンス（2021年7月15日リリース、デジタルコンテンツ）